# Nikolsk (óblast de Penza)
Nikolsk (en ruso: Никольск) es una ciudad del óblast de Penza en el centro este de la Rusia europea, centro administrativo del raión homónimo. Se encuentra en la meseta del Volga, a 104 km de la capital del óblast, Penza, en la orilla del río Virgan (también llamado Mais), afluente del Insa, y este del río Volga.

## Demografía
| 1939   | 1959   | 1970   | 1979   | 1989   | 1992   | 2002   | 2007   |
| ------ | ------ | ------ | ------ | ------ | ------ | ------ | ------ |
| 10 100 | 15 400 | 20 700 | 23 600 | 26 871 | 27 300 | 24 061 | 24 100 |

## Historia
Nikolsk está establecido en el lugar de los pueblos de Nikolskoye (Нико́льское) y Pestrovka (Пестровка), conocer respectivamente desde el 1668 y desde los años 1680. Existía una fábrica de vidrio (Nikolsko-Bajmetyevski Zavod). Fue llamada Nikolo-Pestrovka (Нико́ло-Пестровка) en 1761 y accedió al estatus de comuna urbana en 1928, luego al estatuto de ciudad en 1954. Está conectada por ferrocarril de vía estrecha (sólo carga) a Notscha, en la línea Moscú - Riazán - Ruzáyevka - Syzran - Samara.

## Economía
La base económica de Nikolsk reside en dos empresas de fabricación de vidrio:
- FGOuP Zavod Krasny Gigant (ФГУП Завод "Красный гигант") : vajilla, productos en cristal, vidrio óptico, botellas técnicas y médicas, vidrios blancos.
- OAO Nikolski Steklozavod (ОАО "Никольский стеклозавод") : candelabros y otros vidrios.*